# Parcul Natural Persina
Parcul Natural Persina (în bulgară Природен парк Персина) este o zonă umedă de-a lungul malului bulgăresc al Dunării. Parcul natural a fost creat la 4 decembrie 2000, pe teritoriul a trei comune (Nikopol, Belene și Sviștov) și are o suprafață de 21762 de hectare. Scopul parcului este conservarea și restaurarea zonelor umede ale Dunării. O atenție deosebită se acordă numeroaselor insule și statutului lor natural. Parcul poartă numele Insulei Persin (Belene), care face parte din Complexul Insulelor Belene. Insula are 15 km lungime și 6 km lățime, ceea ce o face a patra cea mai mare insulă a Dunării și cea mai mare din Bulgaria. Un alt grup insular este situat în apropiere de Nikopol. Datorită unicității și importanței sale ridicate, grupul insular a fost proclamat sit Ramsar pe 24 septembrie 2002. Cu cele 18330 de hectare ale sale, este cel mai mare astfel de sit din Bulgaria.  
Cele mai semnificative ecosisteme din parc sunt pădurile inundate de-a lungul Dunării și mlaștinile interioare. Pentru a proteja aceste habitate, au fost create mai multe arii protejate. Un centru de vizitatori al parcului se găsește în Belene. 
În Complexul Insulele Belene și în Parcul Natural Persina se află peste 170 de specii rare de păsări de apă, cum ar fi ibisul, cormoranul mic, sfrânciocul cu frunte neagră, gâsca cu gât roșu și altele. Flora insulei Belene este reprezentată de sălcii, plopi și plopi tremurători, dar există și teren arabil. În prezent, o parte din insulă a fost restaurată la starea inițială de zonă umedă și este inclusă pe lista parcurilor Ramsar (Conventia UNESCO Ramsar, 1971).

## Vezi și
- Lista ariilor protejate din Bulgaria